# Johnny (canción)
«Johnny» es un sencillo promocional del grupo de metal alternativo armenio-estadounidense System of a Down, lanzado en el 2001. La canción es cronológicamente el tercer sencillo lanzado por el grupo y es el primer sencillo que no tiene video musical. 
La canción forma parte del segundo álbum de estudio, Toxicity. Sin embargo, sólo se encuentra en la edición especial del álbum. La música y letra fueron compuestas por Serj Tankian.

## Lista de canciones
Todas las letras escritas por Serj Tankian, toda la música compuesta por System of a Down. 
| Lanzamiento promocional |          |          |  |
| N.º                     | Título   | Duración |  |
| 1.                      | «Johnny» | 2:08     |  |

## Personal
- Serj Tankian - Voz principal
- Daron Malakian - Voz secundaria y guitarra
- Shavo Odadjian - bajo
- John Dolmayan - batería y percusiones